# VL Myrsky
VL Myrsky var ett finländskt jaktplan som byggdes av Valtion lentokonetehdas (VL) för det finländska flygvapnets räkning under fortsättningskriget. Flygplanets olika utvecklingsversioner fick namnen Myrsky I, Myrsky II och Myrsky III.

## Historia
Beslutet att börja konstruera ett eget jaktplan baserade sig på erfarenheter som man erhållit innan vinterkriget: högpresterande jaktplan är inte till salu när krig är nära förestående och införskaffandet under krig är även förbundet med ett politiskt pris. 
Arbetet med planeringen leddes av diplomingenjör Torsti Verkkola och den tekniske direktören Edward Wegelius. På grund av svårigheter att få tag på aluminium byggdes vingarna av plywood och flygkroppen i metall. Motorerna var svenska, licenstillverkade Pratt & Whitneymotorer. Den första Myrskyprototypen fungerade, men var för tung. Man började modifiera flygplanet och samtidigt byggde man tre nya Myrskyprototyper. Under testflygningarna framkom vissa problem med konstruktionen när man flög med högre hastigheter. Alla tre flygplan förstördes vid testflygningarna och två av testpiloterna fick sätta livet till och en skadades allvarligt.
Serietillverkningen kom först igång efter att man hade kunnat börja köpa Messerschmitt Bf 109-jaktplan från Tyskland år 1942. Den serieproducerade versionen kallades Myrsky II. Man byggde 47 flygplan av denna version och sammanlagt kom Myrskyplanen (I och II) att uppgå till 50 exemplar. Flygplanet var dock en besvikelse och svarade inte mot den tidens krav på ett jaktplan. Det ansågs att det var 3-4 år efter sin tid som jaktplan. Eftersom tillgången på Messerschmitt-jaktplan var god togs aldrig flygplanet i tjänst som jaktplan utan utnyttjades istället för spaningsuppdrag. 
Man höll på med en förbättrad version kallad Myrsky III men arbetet med denna stoppades av den allierade kontrollkommissionen år 1944. Då höll man redan på och byggde 10 exemplar.
När Myrsky-projektet började resultera i krigsdugliga flygplan var tillgången på det betydligt bättre Messerschmitt Bf-19G-6 tillfredsställande, vilket gör att man i efterhand får konstatera att projektet blev en felsatsning. De begränsade finska resurserna borde ha inriktats på central service och reparation av den befintliga flygplansstocken i stället för produktion av ett jaktplan som redan framstod som omodernt och som dessutom hade grundläggande konstruktionssvagheter och problematiska flygegenskaper.

## Användning
Under fortsättningskriget, den 19 september 1943 och mellan den 9 augusti 1944 och 3 september 1944 gjorde 15 Myrskyplan sammanlagt 68 krigsuppdrag. Under ett uppdrag mötte man sovjetiska Jak-7-jaktplan, men striden blev oavgjord. Under två andra uppdrag sköt man mot två sovjetiska jaktplan. Sex Myrsky utförde ett bombuppdrag den 3 september 1944.
Under Lapplandskriget utförde sex Myrskyflygplan sammanlagt 13 krigsuppdrag mellan 2 mars och 23 mars 1945, samtliga var spaningsuppdrag. Man hade varit tvungen att nyttja sig av inhemska ersättningsmaterial när man konstruerade planet och det straffade sig på hösten. De limmade trädelarna gick upp i den fuktiga och regniga hösten. 
Mellan åren 1943 och 1947 förstördes tio Myrskyflygplan i olyckor. Dessa olyckor krävde fyra piloters liv. Flygplanet var inte populärt bland piloterna.

## Varianter
- VL Myrsky 1939 – Första conceptet av Myrsky. Skulle haft en Bristol Taurus III-motor men på grund av starten av vinterkriget lade man ner projektet i 4 månader. Skulle haft 6 kulsprutor varav 2 skulle vara av grövre kaliber.
- VL MY-1 – Första prototypen. MY-1 hade en Svensk byggd SFA STWC-3 motor och var beväpnad med två stycken Colt MG 53-2 kulsprutor som sitter ovanför motorn och skjuter genom propellern samt två stycken F.N.-Browning M36 7,92 mm kulsprutor per vinge som skjuter utanför propellern. MY-1 var lovande men inte speciellt snabb och var för tung för motorn.
- VL MY-2 – Det första flygplanet tillhörande serie I. Denna hade förbättrad aerodynamik och mindre vikt i jämförelse från MY-1. På grund av Rysslands nya bombflygplan som var helt byggda i metall uppdaterades beväpningen till tre stycken nosmonterade Colt MG 53-2 kulsprutor och vingbeväpningen togs bort.
- VL MY-3 – Det andra flygplanet tillhörande serie I. Denna var också beväpnad med 3 stycken tunga kulsprutor men skiljde sig från MY-2 med en förstärkt flygkropp och att Colt kulsprutorna blev utbytta mot VKT 12,70 LKk/42 kulsprutor.
- VL MY-4 – Det sista flygplanet tillhörande serie I. Denna gången uppdaterades beväpningen till fyra stycken VKT 12,70 LKk/42 i nosen, Denna beväpning gick över till serie II.
- VL Myrsky II – Serietillverkade varianten även kallad serie II. 47 stycken byggdes. Dessa var väldigt lika MY-4 visuellt men hade små ändringar internt och externt som skiljde dem från serie I. Mindre ändringar gjordes under produktionen av Myrsky II.
- VL Myrsky III – Tredje serien. En tredje serie av Myrsky planerades. Dessa skulle använda Shvetsov M-63 motorer som hade överkommits från nedskjutna eller fångade ryska flygplan som I-16. Dessa motorer hade 1100 hästkrafter men var lite större i diameter i jämförelse med den svenska twin-wasp-motorn på Serie I och II. Tio stycken Myrsky III påbörjades men på grund av att typen var föråldrad skrotades programmet och planen blev reservdelar till Myrsky II.

| Namn                                                                                      | Beteckning        | Antal  | Övrigt                    |
| ----------------------------------------------------------------------------------------- | ----------------- | ------ | ------------------------- |
| Myrsky I (serie 1)                                                                        | MY-1              | 1      | Prototyp                  |
| Myrsky I (serie 1)                                                                        | MY-2...MY-4       | 3      | Förproduktion             |
| Myrsky II (serie 2)                                                                       | MY-5...MY-51      | 47     | Serietillverkade exemplar |
| Myrsky III (serie 3)                                                                      | MY-52...MY-61 [1] | 10 [2] |                           |
| [1] Deras troliga beteckningsnummer [2] 10 exemplar beställdes men färdigställdes aldrig. |                   |        |                           |

## Museiflygplan i Finland
Delar av tre flygkroppar finns bevarade vid Mellersta Finlands flygmuseum